# 朝倉景豊
朝倉 景豊（あさくら かげとよ）は、戦国時代の武将。朝倉氏の家臣。

## 生涯
朝倉景冬の唯一の男児で、明応4年（1495年）9月の父の没後、敦賀郡司職を継ぐ。景豊の姉妹は朝倉教景(宗滴)、堀江景実、鳥羽景富、青蓮華近江守ら朝倉一族に嫁いでいた。また、義父である朝倉景総は、当時、越前国を離れ京で管領細川政元に仕えていた。景総は景豊に対し、義兄弟の力を借りて、朝倉宗家に謀叛を起こすよう唆し、景豊もこの企てに同意した。
景総の軍勢は近江国から越前へ向かい、越前国内では景豊とその義兄弟の軍勢が蜂起する手筈であったが、義兄弟達は誰もこの企てに乗らず、そのうちの一人・朝倉教景（宗滴）は文亀3年（1503年）3月晦日、直ちに謀叛の企てを朝倉氏9代当主・朝倉貞景に注進した。貞景は数千騎を率いて敦賀に向かい、4月3日、景豊の居城敦賀城を完全に包囲した。景総の軍勢到着も間に合わず、景豊は包囲軍と合戦の後、自害して果てた。
なお、男児が二人（九郎兵衛、春蘭軒）いたが助命されたようである。